# Leopold Szersznik

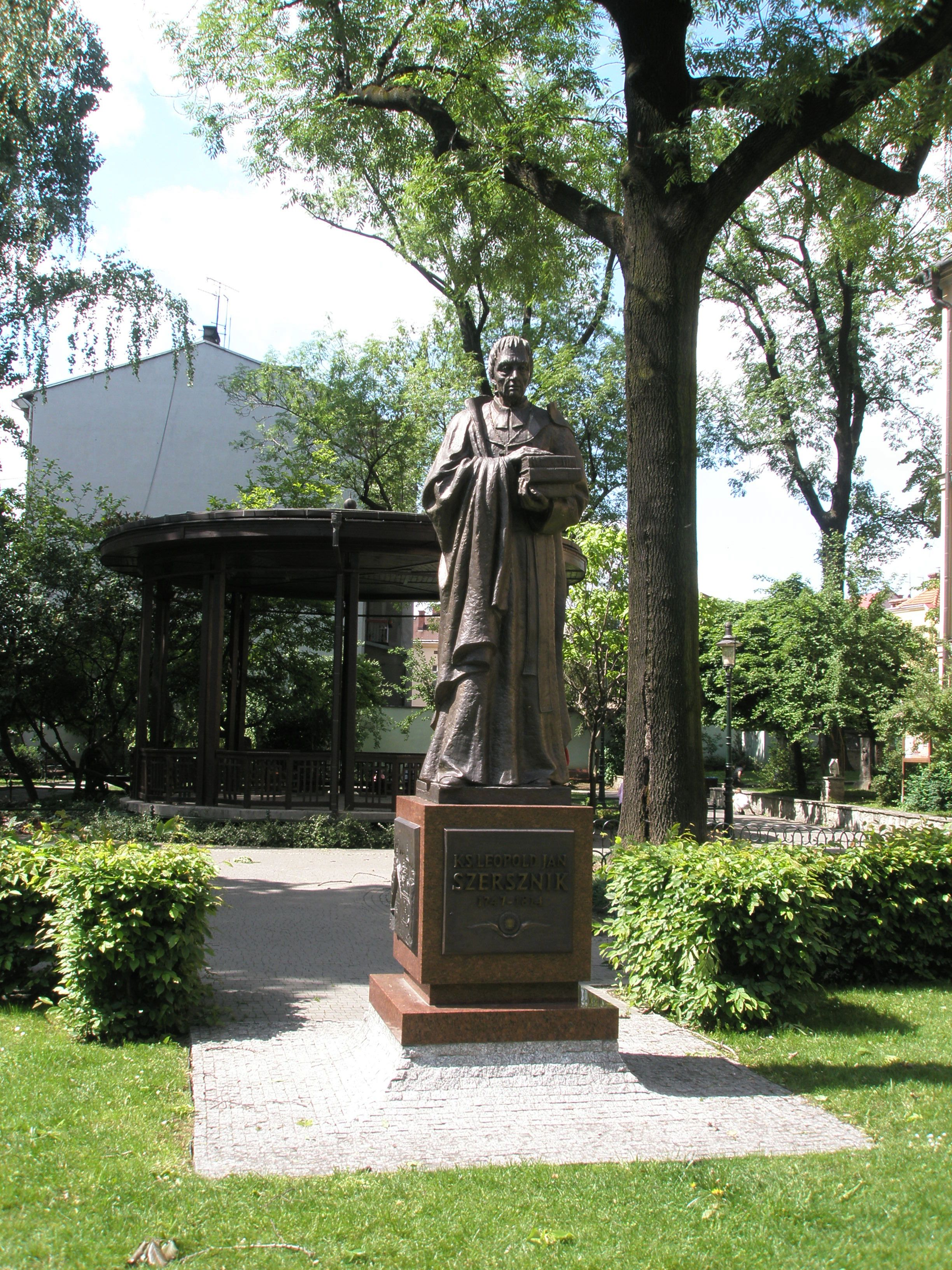
Pomnik Leopolda Szersznika w Parku Pokoju w Cieszynie

Leopold Jan Szersznik, inne formy nazwiska: Scherschnik; Šeršnik (ur. 3 marca 1747 w Cieszynie, zm. 21 stycznia 1814 tamże) – ksiądz katolicki, jezuita, historyk, pedagog, slawista, bibliofil, fundator biblioteki i pionier muzealnictwa.

## Pochodzenie
Leopold Szersznik pochodził z rodziny, której przedstawiciele byli notowani na Śląsku Cieszyńskim od połowy XVII wieku. Bratem jego dziadka był Jerzy Szersznik, drugi mąż Magdaleny, dobrodziejki ubogich i fundatorki wieży kościelnej w Cieszynie. Dziadek Leopolda, Andrzej Szersznik (zm. po 1756), był książęcym leśnikiem w Skoczowie.
Leopold był najstarszym z piątki dzieci Jana Antoniego Szersznika, syndyka miejskiego w Cieszynie, i jego pierwszej żony Joanny Alojzy (burmistrzanka cieszyńska), córki Leopolda Innocentego Polzera, prawnika i burmistrza Cieszyna.

## Życiorys
Urodzony w Cieszynie, tam też pobierał pierwsze nauki w szkołach jezuickich (1756-1762). Następnie studiował filozofię w Ołomuńcu (od roku 1762, a dwa lata później – 9 października 1764 – otrzymał tytuł „primus philosophiae magister” i wkrótce wstąpił do jezuitów), nauki humanistyczne w czeskich Brzeźnicach, a w Pradze (od roku 1768) matematykę, historię kościoła oraz hebrajski i grecki (równocześnie pracując w uczelnianej bibliotece). W międzyczasie odbył 2-letni nowicjat w Brnie. W latach 1770–1772 nauczał gramatyki w czeskim Chebie. Do roku 1773 był jezuitą, następnie księdzem świeckim. W roku 1777 został profesorem gimnazjum w Cieszynie, a w następnym roku jego prefektem. W roku 1804 został nadzorcą szkół katolickich w Księstwie Cieszyńskim, walczył o wprowadzenie podręczników polskich w początkowym nauczaniu młodzieży. Interesował się matematyką, historią, botaniką i geologią. Dbał o rozwój kulturalny oraz wizerunek Cieszyna. Był twórcą m.in. publicznych ogrodów romantycznych, zwanych „cieszyńską arkadią” (nie zachowały się do dzisiaj).

## Twórczość
Od wczesnej młodości zdradzał skłonności bibliofilskie i gromadził własną bibliotekę. Zwiedził wiele bibliotek i archiwów. Podczas pobytu w Pradze był pomocnikiem bibliotecznym Karola Charmela, a w 1774 r. pracował dorywczo w Bibliotece Klementyńskiej nad katalogiem rękopisów. Pewną część książek odziedziczył po ojcu i dziadku, później księgozbiór powiększał dzięki darom przyjaciół i zakupom, głównie na licytacjach. Po kasacie zakonu jezuitów w 1773 r. przejął jego bibliotekę w Cieszynie, zawierającą m.in. dzieła teologiczne, prawnicze, medyczne oraz wiele dokumentów rękopiśmiennych. Księgozbiór Szersznika rozrósł się do około 12 tys. pozycji, w tym wiele inkunabułów, sztychów i map. Część książek zaopatrzył w exlibris z napisem „Ex Bibliotheca Leop. Joann. Scherschnik”.
Zbiory Szersznika, udostępniane częściowo już od 1782 r., stały się zaczątkiem pierwszego w granicach dzisiejszej Polski publicznego muzeum (dziś Muzeum Śląska Cieszyńskiego w Cieszynie). W 1808 r. na mocy testamentu ufundował w tym mieście bibliotekę publiczną, dla pomieszczenia której zakupił już w 1802 r. dawny budynek pogimnazjalny. Wszystkie zbiory opisał i skatalogował według ówczesnej wiedzy. Zarówno księgozbiory, jak i zbiory muzealne Szersznika, włącznie z regałami na książki, zachowały się w większej części do chwili obecnej we wspomnianym muzeum oraz Książnicy Cieszyńskiej.

### Ważniejsze dzieła
1. Problema ex historia Slavica utrum Wilzi, Serbi aut Sorabi, Slavonice dicti Srbi ab Albi et regioniubs Germaniae profecti sint in Croatiam et Dalmatiam an ex Illyrico venerint in Germaniam, „Acta Societatis Jablonowianae... Anni 1772”, Lipsk 1773; rękopis w Cieszynie, sygn. DD V 3a (współoprawny z DD V 3b); praca nagrodzona przez Societas Jablonoviana, cyt. także pt. De migratione Serborum dissertatio
2. Responsum ad questiones de positione Lacus Musiani seu Mysiani, item de Cunis seu Chunis, Cumanis et Slavanis, powst. 1773 dla Societatis Jablonovianae, rękopis (kopia) w Cieszynie, sygn. DD V 3 b
3. De doctis Reginaehradecensibus commentarius, Praga 1773
4. (Portret Sinapiusa i jego biografia), powst. około roku 1773, oddany do druku, lecz druk nieznany (inform. J. Wytrzens)
5. Scriptores Societatis Jesu provinciae Bohemiae, powst. około roku 1773, oddany do druku, lecz druk nieznany (inform. J. Wytrzens); przekł. niemiecki: F. M. Pelci w: Böhmische, mährische und schlesische Gelehrte und Schriftsteller aus dem Orden der Jesuiten, 1786
6. Institutiones aritmeticae et algebrae, Opawa 1781
7. (Dziennik podróży do Górnego Palatynatu, na Śląsk, po Galicji, Austrii i Czechach), rękopis przygot. do druku spłonął w roku 1789 w Cieszynie (inform. J. Król)
8. Epigramma in turrim curiae Teschinensis cui 1 Septembr. 1800 imposita est solemniter corona, Wiedeń 1800
9. Orbis pictus immutatus, Wiedeń 1800, rękopis w Cieszynie, sygn. DD V 1
10. Exempla interpretationis Latinae e Germanico, Cieszyn 1807
11. Nachrichten von Schriftstellern und Künstlern aus dem Teschner Fürstenthum, Cieszyn 1810; rękopis w Cieszynie, sygn. DD IV 16
12. Lesefrüchte aus Quintilian’s Werken, zum Unterrichte der Gymnasialschüler im Exerciren gesammelt, Cieszyn 1810
13. Doctrina de epistolis, Cieszyn 1812[2]
14. Additamenta ad Bibliothecam scriptorum Societatis Jesu patris Nathamaelis Sotvelli (Romae 1676) scriptores recentiores Societatis Jesu provinciae Bohemiae ad annum 1750 exhibens, rękopis w Brnie
15. Beiträge zur politischen und Kirchengeschichte des Fürstenthums Teschen, rękopis
16. Beschreibung der Gegend und der Gärten um Teschen, rękopis w Cieszynie, sygn. DD IV 18, DD VIII 15
17. Botanisch mineralogische Spaciergänge um Teschen, mit besonderer Rücksicht auf Entdeckung von Steinkohlen, rękopis w Cieszynie, sygn. DD IX 11
18. Concordantiae Phaedrianae seu index vocum omnium in Phaedri fabulis occurentium, rękopis
19. Elementa historiae naturalis fossilium, rękopis
20. Genealogica Schlesiens. Nachrichten von adeligen Geschlechtern des Fürstenthums Teschen, rękopis w Cieszynie, sygn. DD VIII 2, DD VIII 8
21. Geschichte des katholischen ehemaligen Jesuiten-Gymnasiums in Teschen seit seinem Anfange im Jahre 1674 bis auf die Gegenwart (1814), rękopis
22. Nachrichten von Hauptschule in der Stadt Teschen und den Landschulen in Fürstenthume Teschen, rękopis
23. Scriptores historici Teschinenses, rękopis.

Ponadto jego prace (dot. głównie historii Księstwa Cieszyńskiego) drukowano w czasopismach i zbiorach: „Abhandlungen einer Privatgesellschaft in Böhmen” (t. 2, Praga 1776); „Mährisch-schlesischen Wanderer” (marzec 1812); „Patriotisches Tageblatt” (luty 1803, maj 1805); „Redlicher Verkündiger” (luty 1814); „Vaterländische Blätter” (marzec 1812).

### Prace edytorskie
1. B. Balbin: Dissertatio apologetica pro lingua Slavonica..., Praga 1775; wyd. F. M. Pelcl na podstawie opracowania Szersznika i z jego uwagami, nie kwitując tego faktu (inform. J. Wytrzens i J. Król)
2. J. M. Nagonius: Ad Vladislaum II, Bohemiae et Hungariae regem, poematum libri V, Praga 1777.

### Listy i materiały
Zachowane zostały częściowo w zbiorach rękopisów w Brnie, Pradze, Opawie i Cieszynie (tu m.in.: kopia testamentu z roku 1808, korespondencja ze Stanisławem Wydrą z lat 1800–1804, rękopis katalogu manuskryptów biblioteki Clementinum w Pradze). Fragmenty korespondencji ogłosili: M. Kudělka: Korespondence L. J. Šeršnika s J. P. Cerronim a J. J. Czikannem, „Slezský sbornik” R. 51 (Opawa 1953); M. Kudělka: L. J. Šeršnik a G. Dobner, „Slezský sbornik” R. 52 (Opawa 1954); M. Kudělka: (dodatek do) L. J. Šeršnik, Ostrawa 1957 (m.in. z J. Hermannem).
W zbiorach J. P. Cerroniego w Brnie zachowano ponadto szereg rękopisów Szersznika, m.in. wypisów z historyków polskich.

## Opracowania nt. twórczości Szersznika

### Monografie
1. M. Kudělka: L. J. Šeršnik, Ostrawa 1957.

### Wybrane opracowania
1. De Luca: Das gelehrte Oesterreich. Ein Versuch t. 1, cz. 2, Wiedeń 1778, s. 93
2. „Vaterländische Blätter f. d. Österreichischen Kaiserstadt” (Wiedeń) 1814 s. 76. 207; 1818 s. 308
3. J. J. H. Czikann: L. J. Scherschnik’s Ehregedächtniss, „Moravia” 1815 nr 125-129 i osobno (Brno 1815)
4. A. Heinrich: Versuch über die Geschichte des Herzogthums Teschen, Cieszyn 1818, s. 204–206
5. „Oesterreichs Pantheon” t. 4, Wiedeń 1830, s. 40 i następne
6. Ch. v. D’Elvert: Historische Literaturgeschichte von Mähren und Oesterreichisch Schlesien, Brno 1850, s. 319, 395
7. (P. Stalmach?): L. J. Szersznik, „Gwiazdka Cieszyńska” 1854 nr 42
8. C. v. Wurzbach: Biographisches Lexikon des Kaiserthums Oesterreich t. 29 (Wiedeń 1875)
9. V. Brandl: Život J. Dobrovského, Brno 1883
10. A. Peter: Geschichte der Stadt Teschen, Cieszyn 1888.